# Pueblo Victoria
Pueblo Victoria es un sector del barrio  La Teja, Montevideo, Uruguay.  Se trata de la segunda localidad  más antigua de Montevideo, fundado el 12 de septiembre de 1842. Originalmente estaba constituido por 122 manzanas, pero actualmente La Teja terminó ocupando gran parte de su terreno.
La fuerte identidad trabajadora, estudiantil y republicana representa los orígenes de su población migrante y de clase media. En contraste, la figura de la reina Victoria I ha caído en desuso.
Su origen se motivó en 1842 cuando, unos meses antes de que las fuerzas comandadas por el general Manuel Oribe, sitiaran Montevideo, se autoriza la fundación del nuevo pueblo costero –el segundo pueblo fuera de Montevideo- entre las desembocaduras, en la bahía de Montevideo, de los  Miguelete y Pantanoso, bajo el nombre de Pueblo Victoria. Su nombre fue en homenaje a la Reina Victoria I del Reino Unido.
Últimamente se han realizado actividades para promover la integración y promoción del barrio.

## Historia
Fue fundada el 12 de septiembre de 1842. Eran 122 manzanas urbanizadas por Samuel Lafone, quien nunca vivió en la zona. Tiene una plaza en su honor dentro del barrio de La Teja, cuyos vecinos proponen denominarla Dr. Tabaré Vázquez, por ser el primer Presidente de la República nacido y criado en sus calles e instituciones. 
En la vieja estancia jesuita Jesús María, Lafone había establecido, en 1841, un saladero en la zona, y fueron delineadas por dos agrimensores de la Comisión Topográfica: Gutiérrez y Eguía. Oficialmente se llamó Pueblo Victoria, en honor a la reina Victoria I del Reino Unido, pero toda la zona terminó ganando el seudónimo de «La Teja», invisibilizando al barrio costero de Pueblo Victoria por su referencia a una reina extranjera.

Puente de Av. Carlos María Ramírez sobre el Arroyo Pantanoso en la década de 1930

El pueblo era conocido por las construcciones de las viviendas con techo a dos aguas. A cuatro meses de fundarse el barrio, ya se habían construido cuatro edificios y se había proyectado la construcción de dos puentes: uno sobre el arroyo Miguelete, con cooperación vecinal, y el otro sobre el arroyo Pantanoso. Con estas medidas se esperaba acelerar el aumento de población del Cerro y Victoria. En el año 1869 llega el primer tranvía de caballos al Paso Molino y al Cerro. Esta novedad, acerca un medio de transporte a los escasos pobladores del lugar. A principios del siglo XX se convierte en una gran zona comercial e industrial. Muchas industrias cerraron a finales de siglo XX.  Los terrenos que ocupaba el saladero fueron adquiridos en 1914 por el Estado uruguayo y fue construida en su lugar la  planta de refinación de petróleo de la empresa estatal ANCAP.
Los primeros habitantes fueron principalmente provenientes de España, Francia e Italia. Se constituía de obreros de la piedra y trabajadores del saladero, además de un embarcadero de la zona.

## Infraestructura

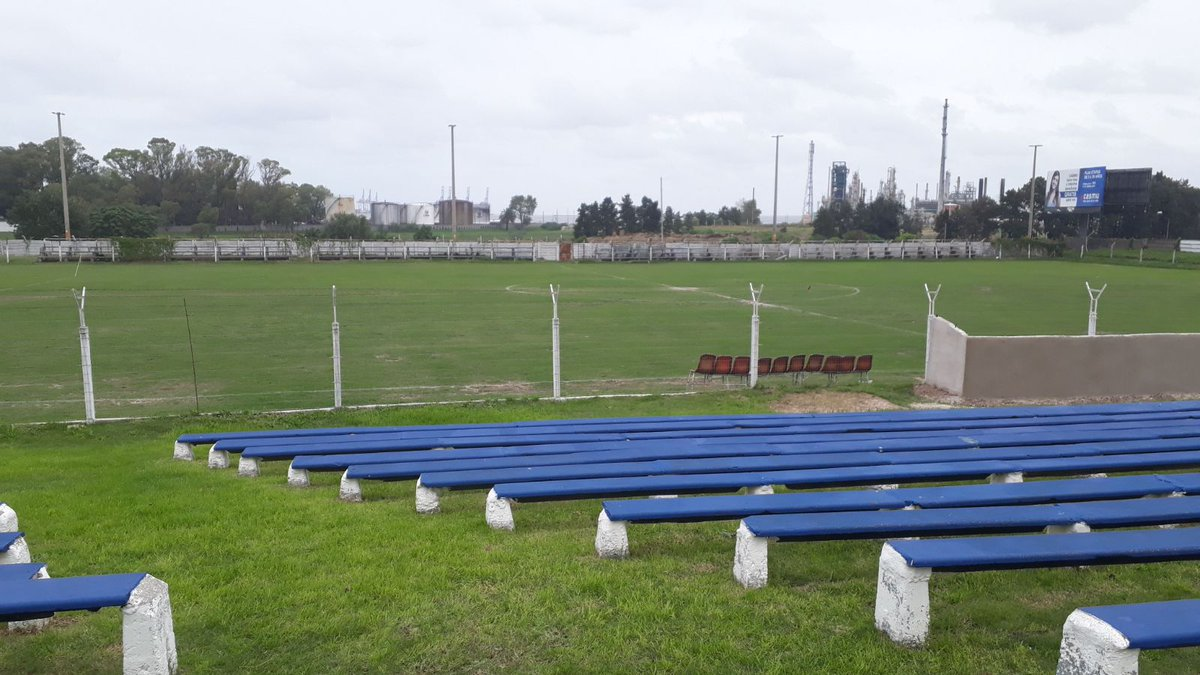
Parque ANCAP, estadio de Uruguay Montevideo.

Dentro del barrio, también destacan las instalaciones del Uruguay Montevideo Football Club, cuya sede está instalada dentro de Pueblo Victoria y que posee su estadio contra la rambla costera en La Teja (el estadio Parque Ancap).
También se encuentran merenderos, policlínicas de salud pública e instalaciones de Ancap, entre otros organismos.